# Ronnie Rocket
Ronnie Rocket, conosciuto anche col titolo Ronnie Rocket or the Absurd Mistery of the Strange Forces of Existence (lett. Ronnie Rocket o l'assurdo mistero delle strane forze dell'esistenza) è un progetto cinematografico di David Lynch mai realizzato.

## Storia
L'idea nacque in seguito al successo del film Eraserhead del 1977, ma fu accantonata poco dopo, quando Lynch capì che sarebbe stato molto difficile trovare i finanziamenti per il progetto. Così, invece di portare avanti questa idea, il regista cercò una sceneggiatura già scritta su cui basare il suo film successivo, e da questo cambio di direzione nacque la pellicola The Elephant Man del 1980.
Ronnie Rocket era caratterizzato da molti elementi identificabili come tratti caratteristici del cinema Lynchiano, inclusi una direzione artistica di impronta industriale, la cultura popolare tipica degli anni cinquanta e la deformità fisica. La sceneggiatura prevedeva che il protagonista fosse un uomo alto circa 90 centimetri capace di controllare l'energia elettrica. Inizialmente Lynch contattò Michael J. Anderson con l'intento di affidargli il ruolo del protagonista. Anche se il film non fu mai realizzato, Lynch e Anderson continuarono a collaborare, e il risultato fu che l'attore fu scritturato per progetti successivi come I segreti di Twin Peaks e Mulholland Drive.

## Panoramica
Ronnie Rocket racconta la storia di un detective che cerca di entrare in una misteriosa seconda dimensione, grazie alla sua capacità di stare su una sola gamba. Viene ostacolato in questa ricerca da uno strano paesaggio di ambienti bizzarri e da un treno minaccioso; è inoltre inseguito da alcuni "Uomini Ciambella", che utilizzano l'elettricità come un'arma. Oltre alla storia del detective, il film racconta anche di un certo Ronald d'Arte, un adolescente affetto da nanismo, vittima di un incidente chirurgico a causa del quale deve collegarsi, a intervalli regolari, ad una fonte di energia elettrica; grazie a questa dipendenza Ronald riesce a controllare l'elettricità, e ad usarla per produrre musica o causare distruzione. Il ragazzo si soprannomina Ronnie Rocket e diventa una rockstar, accompagnato da una ballerina di tip-tap chiamata Electra-Cute.
In questa sceneggiatura sono presenti elementi tipici dei lavori di Lynch, come ad esempio gli ideali della cultura degli anni cinquanta, il design industriale, i nani e la deformità fisica. Inoltre il film presenta due realtà separate e connesse allo stesso tempo, un'altra caratteristica dei racconti di Lynch. La direzione artistica della pellicola prevedeva l'uso di una pesante ambientazione industriale, e lo svolgimento dell'azione su "macchie di petrolio, ciminiere, acciaio, vapore, fuliggine, scintille di fuoco e un regno immerso nell'elettricità", simile alla direzione presa in definitiva nella raffigurazione dell'Inghilterra Vittoriana in The Elephant Man e al pianeta Giedi Primo in Dune. Sebbene i primi due film di Lynch fossero in bianco e nero, lui pensò di filmare Ronnie Rocket a colori, ispirato dai lavori del regista francese Jacques Tati. Lynch sperimentò per molto tempo il colore prima di utilizzarlo per realizzare una pellicola, per trovare il giusto bilanciamento e la giusta applicazione alle sue idee.

## Produzione
Dopo l'uscita di Eraserhead nel 1977, un film surrealista in bianco e nero, suo debutto nella produzione di lungometraggi, Lynch cominciò a lavorare sulla scenografia di Ronnie Rocket. Lynch e il suo agente Marty Michaelson, dell'agenzia William Morris Endeavor, avevano inizialmente tentato di trovare fondi per realizzare il progetto. Si recarono in uno studio di produzione cinematografica; Lynch cominciò a descrivere il film, ma alle parole "tratta di elettricità e di un nano dai capelli rossi alto 90 centimetri" lo studio non volle più saperne del regista e del suo agente.
Lynch incontrò anche Stuart Cornfeld, fan del film Eraserhead interessato a produrre Ronnie Rocket. Cornfeld in quel periodo lavorava per Mel Brooks e la Brooksfilms, e i due si resero conto che Ronnie Rocket non sarebbe mai riuscito a trovare i finanziamenti necessari, perciò Lynch chiese di poter dirigere un altro film basato su una sceneggiatura già scritta. Brooks e Cornfeld trovarono così quattro sceneggiature e le proposero al regista che, sentendo il nome della prima, decise che sarebbe stata il suo prossimo progetto; si trattava di The Elephant Man.
Lynch ritornò sul progetto Ronnie Rocket dopo ogni suo film, e non solo dopo Eraserhead e The Elephant Man, ma anche dopo Dune, Velluto blu e Fuoco cammina con me. Dopo aver prodotto The Elephant Man Lynch pianificò di ingaggiare Dexter Fletcher nel ruolo del protagonista.
Nel 1987, dopo l'uscita di Velluto Blu, Lynch tentò di nuovo di realizzare Ronnie Rocket. Mentre era alla ricerca di attori per il ruolo principale, Lynch incontrò Michael J. Anderson, che aveva già visto precedentemente in alcuni cortometraggi. Il risultato dell'incontro fu che Lynch ingaggiò l'attore per interpretare un ruolo ricorrente nella serie televisiva I segreti di Twin Peaks; la sua prima apparizione ebbe luogo nel 1990, nel terzo episodio della prima stagione intitolato Lo Zen, oppure l'abilità di catturare un killer. Anderson è apparso anche nello spettacolo teatrale Industrial Symphony No. 1 del 1989, diretto dallo stesso Lynch, e nel film Mulholland Drive del 2001. Lynch fece inoltre un viaggio nell'Inghilterra del nord, alla ricerca di una possibile location per il film; tuttavia trovò che le città industriali che aveva pensato di utilizzare erano di stampo troppo moderno rispetto alla sua visione ideale.
Il film subì anche molte battute d'arresto dovute al fallimento dei parecchi potenziali sostenitori; sia la De Laurentiis Entertainment Group di Dino De Laurentiis che la American Zoetrope di Francis Ford Coppola erano interessate al progetto in tempi diversi; entrambe le case di produzione andarono in bancarotta prima che il progetto potesse partire. Lynch stette con Coppola nella casa di quest'ultimo nella Contea di Napa in California, mentre Coppola e il musicista Sting erano intenti a leggere la sceneggiatura di Ronnie Rocket; tuttavia il flop del film Un sogno lungo un giorno, prodotto da Coppola, costrinse l'American Zoetrope a dichiarare bancarotta.

## Eredità
Non essendo stato in grado di iniziare la produzione del film per molto tempo, dato che la casa di produzione De Laurentiis ne deteneva i diritti, Lynch decise di abbandonare questa sua idea nei primi anni novanta. Tuttavia non abbandonò mai ufficialmente il progetto; molto spesso, in varie interviste, parlò del progetto, definendolo "ibernato". Il regista voleva filmare il progetto con lo stesso approccio utilizzato in Eraserhead, cioè con una piccola crew, costruendosi da solo il set e dormendo in loco per tutta la durata della produzione. Ha inoltre sostenuto che rivisiterà il film quando sarà in una fase della carriera in cui penserà "non mi interessa ciò che succederà, voglio solo che il film venga terminato".
Parlando della difficoltà di ricevere finanziamenti, Dexter Fletcher dichiarò: "Avrei dovuto immaginare che i produttori con i soldi, di qualunque studio, non avrebbero voluto impegnare il loro cervello in un progetto del genere. Leggere e godere va bene per l'artista, ma per i produttori il discorso è diverso. Dopo tutto stiamo parlando di David Lynch". Danny Leigh del quotidiano The Guardian ha paragonato la sceneggiatura di Ronnie Rocket al mai prodotto adattamento di Una tragedia americana da parte di Sergej Ėjzenštejn, e a La tempesta, altro adattamento mai prodotto da parte di Michael Powell. Leigh ricorda di aver letto una versione fotocopiata della sceneggiatura nei primi anni novanta, e sentì che "sarebbe invecchiato molto meglio di Cuore selvaggio". Il regista Jonathan Caouette si mostrò interessato a ricevere in eredità il progetto, anche se crede che Lynch "lo realizzerà un giorno".